# Gryllotalpa fulvipes
Gryllotalpa fulvipes är en insektsart som beskrevs av Henri Saussure 1877. Gryllotalpa fulvipes ingår i släktet Gryllotalpa och familjen mullvadssyrsor. Inga underarter finns listade i Catalogue of Life.